# Slammiversary IX
Slammiversary IX – gala wrestlingu zorganizowana przez Total Nonstop Action Wrestling (TNA). Odbyła się 12 czerwca 2011 w Impact Zone w Orlando na Florydzie. Była to siódma gala z cyklu Slammiversary oraz szóste wydarzenie pay-per-view TNA w 2011 roku.

## Wyniki walk
Karta wydarzenia oferowała osiem starć:
| Nr                                 | Wyniki | Stypulacje | Czas  |
| ---------------------------------- | --- | --- | ----- |
| 1                                  | Gun Money (James Storm i Alex Shelley) (z Bobbym Roodem) (c) pokonali The British Invasion (Douglas Williams i Magnus) | Tag Team match o TNA World Tag Team Championship                                                                 | 10:57 |
| 2                                  | Matt Morgan pokonał Scotta Steinera                                                                                    | Singles match | 9:20  |
| 3                                  | Abyss (c) pokonał Kazariana i Briana Kendricka                                                                         | Three Way match o TNA X Division Championship                                                                    | 12:05 |
| 4                                  | Crimson pokonał Samoa Joego                                                                                            | Singles match | 10:33 |
| 5                                  | Mickie James (c) pokonała Angelinę Love (z Winter)                                                                     | Singles match o TNA Knockouts Championship                                                                       | 8:03  |
| 6                                  | Bully Ray pokonał AJ Stylesa                                                                                           | Last Man Standing match                                                                                          | 20:18 |
| 7                                  | Mr. Anderson pokonał Stinga (c)                                                                                        | Singles match o TNA World Heavyweight Championship                                                               | 15:52 |
| 8                                  | Kurt Angle pokonał Jeffa Jarretta                                                                                      | Singles match o miano pretendenta do walki o TNA World Heavyweight Championship i złoty medal olimpijski Angle’a | 17:42 |
| (c) – mistrz/mistrzyni przed walką | | |       |